# Szuwar kłociowy
Szuwar kłociowy, zespół kłoci wiechowatej (Cladietum marisci) – zespół roślinności szuwarowej budowany głównie przez kłoć wiechowatą. Należy do związku Magnocaricion, choć ze względu na podobieństwo do szuwarów wysokich umieszczany bywa w związku Phragmition.

## Charakterystyka

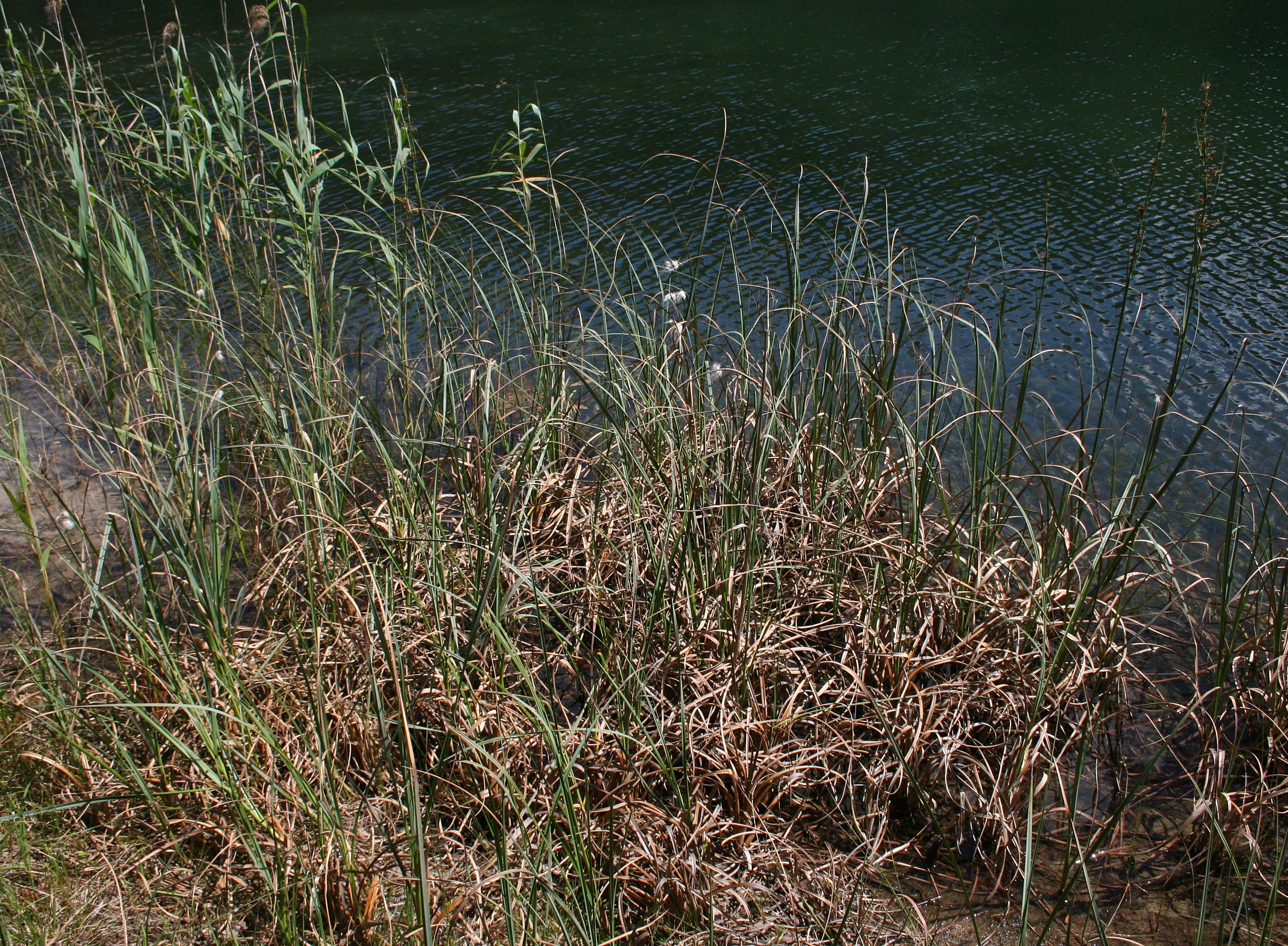
Szuwar kłociowy w rezerwacie przyrody Jezioro Nawionek.

Bardzo wysoki (do ponad 2 m wysokości) szuwar zajmujący strefę przejściową między otwartą, płytką wodą (do 0,5 m głębokości) a podmokłym lądem. Siedlisko średnio żyzne – mezotroficzne, rzadziej eutroficzne lub humotroficzne. Podłoże organiczne (torfowisko niskie, czasem gytia wapienna). Odczyn wody od kwaśnego do lekko zasadowego (pH 5-8). Od strony wody tworzy nachodzące na nią pło. W pierwszym pasie zbiorowisk szuwarowych występuje domieszka roślin wodnych i brak torfowiskowych. Bliżej lądu więcej mchów.
W sukcesji ekologicznej wypiera roślinność wodną, a zastępowany przez roślinność torfowiskową turzycowiska lub mszaru. Produkuje dużo biomasy i odgrywa dużą rolę w lądowaceniu zbiorników wodnych.
Występowanie
W całej Polsce z wyjątkiem gór. Dużo na torfowiskach Polesia Lubelskiego, w Wielkopolsce i na północy kraju.
Charakterystyczna kombinacja gatunków
ChAss. : kłoć wiechowata (Cladium mariscus).
ChCl. : żabieniec babka wodna (Alisma plantago-aquatica), ponikło błotne (Eleocharis palustris), skrzyp bagienny (Equisetum fluviatile), manna mielec (Glyceria maxima), trzcina pospolita (Phragmites australis), szczaw lancetowaty (Rumex hydrolapathum), oczeret Tabernemontana (Schoenoplectus tabernaemontani), marek szerokolistny (Sium latifolium), pałka szerokolistna (Typha latifolia).
ChAll. : turzyca błotna (Carex acutiformis), turzyca tunikowa (Carex appropinquata), turzyca Buxbauma (Carex buxbaumii), turzyca dwustronna (Carex disticha), turzyca zaostrzona (Carex acuta), turzyca sztywna (Carex elata), turzyca prosowa (Carex paniculata), turzyca nibyciborowata (Carex pseudocyperus), turzyca brzegowa (Carex riparia), turzyca dzióbkowata (Carex rostrata), turzyca pęcherzykowata (Carex vesicaria), turzyca lisia (Carex vulpina), szalej jadowity (Cicuta virosa), kłoć wiechowata (Cladium mariscus), przytulia błotna (Galium palustre), kosaciec żółty (Iris pseudacorus), tojeść bukietowa (Lysimachia thyrsiflora), kropidło piszczałkowate (Oenanthe fistulosa), gorysz błotny (Peucedanum palustre), mozga trzcinowata (Phalaris arundinacea), wiechlina błotna (Poa palustris), jaskier wielki (Ranunculus lingua), tarczyca pospolita (Scutellaria galericulata).
Comp. : zachylnik błotny (Thelypteris palustris), bobrek trójlistkowy (Menyanthes trifoliata), turzyca nitkowata (Carex lasiocarpa).